# Kasteel Ter Wallen (Lotenhulle)

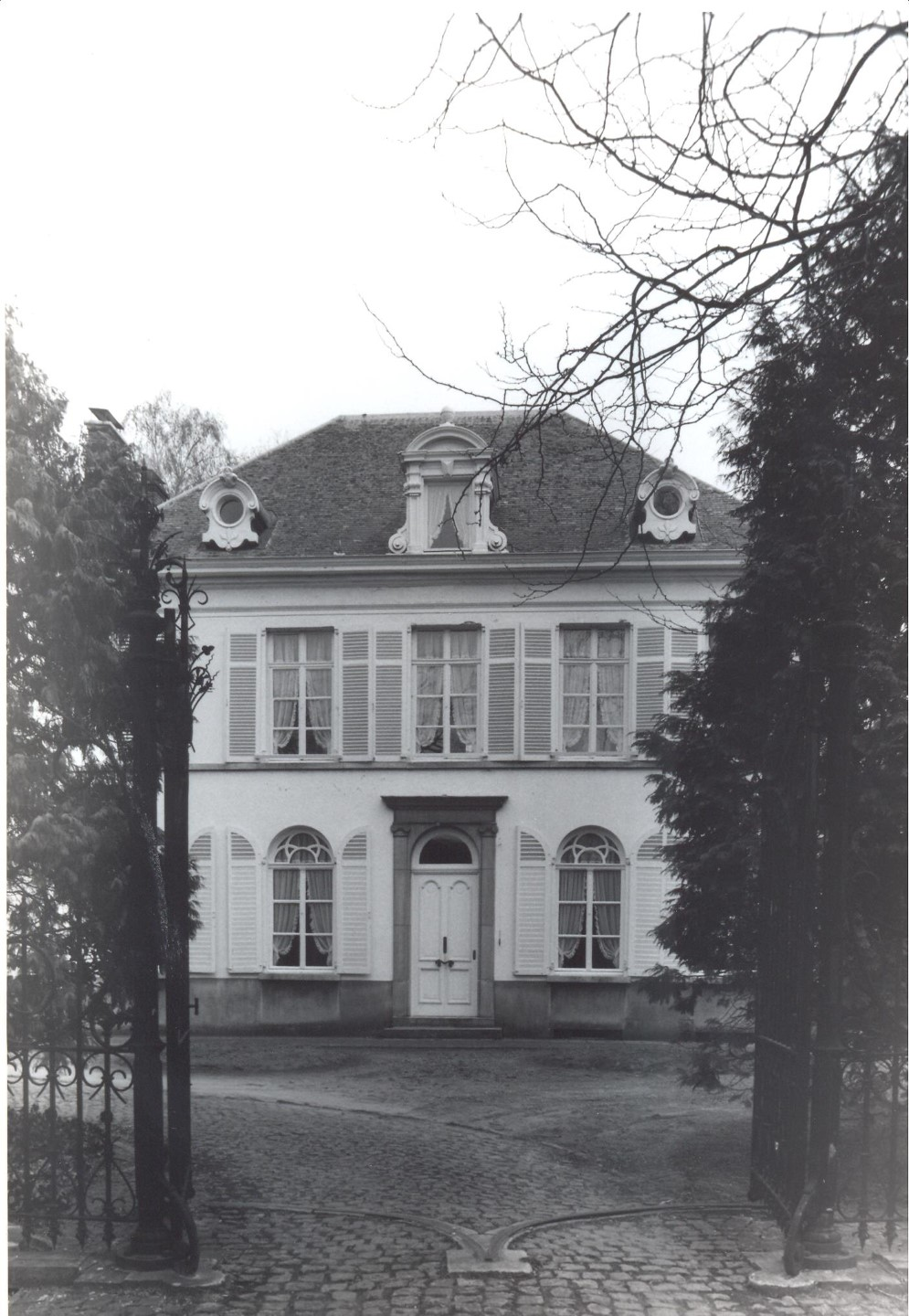
Kasteel Ter Wallen in 1987

Het Kasteel Ter Wallen is een kasteel in de tot de Oost-Vlaamse gemeente Aalter behorende plaats Lotenhulle, gelegen aan Heirstraat 33-35.
Het kasteeltje stamt uit de 19e eeuw. Het ligt binnen een min of meer rechthoekige omgrachting. Het is een rechthoekig huis onder schilddak, waarin een tweetal Oeil de boeufs en te midden daarvan een iets groter venster dat bekroond wordt door een circulair fronton.
Op het terrein bevindt zich ook een koetshuis en een hovenierswoning. Verder is er een kas en een park met vijver, waaraan een imitatiegrot gelegen is.